# 雷吉納別墅
雷吉納別墅（義大利語：Villa della Regina）是位於義大利西北部的一座建築，修建於17世紀。雷吉納別墅是薩伏依王室居所之一，在1997年被列入世界文化遺產名單名單。

## 外部連結

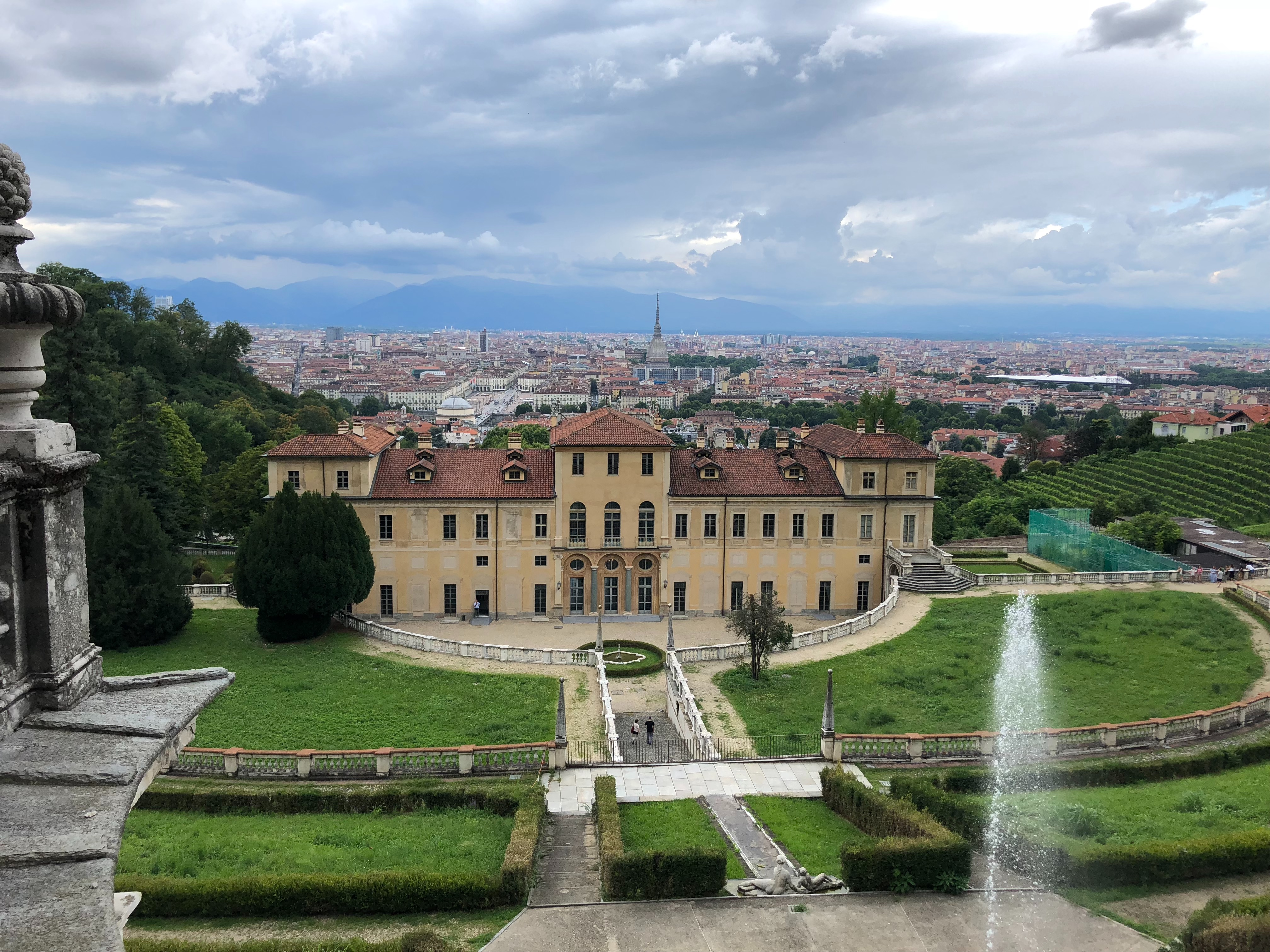
雷吉納別墅

- Villa della Regina （页面存档备份，存于） （意大利文）